# American Working Red
American Working Red es una raza de perro estadounidense reconocida por la American Preservation Dog Registry (APDR).

## Historia
Durante muchos años, estos perros fueron registrados como American Pit Bull Terrier, a pesar de estar muy distantes morfológicamente de esta raza. Con formalização de la nueva raza Working Pit Bulldog por la American Dog Breeders Association en 2015 y la corrección del libro de registros de la raza Pit Bull Terrier Americano dentro del mismo club, también llevó otro club (APDR) a formalizar otra nueva raza, el American Working Red.
En consonancia con el estándar oficial de la raza establecido por la APDR, el American Working Red surgió hace algunas décadas (~1980), a partir de perros American Pit Bull Terrier del linaje Old Family Red Nose (OFRN). Fueron desarrollados bajo una selección que creó perros de mayor porte para la caza de javalis. Famosos linajes que por mucho tiempo fueron registrados como American Pit Bull Terriers son una parte importante de la base genética del American Working Red, tales como el linaje Camelot, Peterson, Dangerzone y McKenna.